# Mária Magdolna

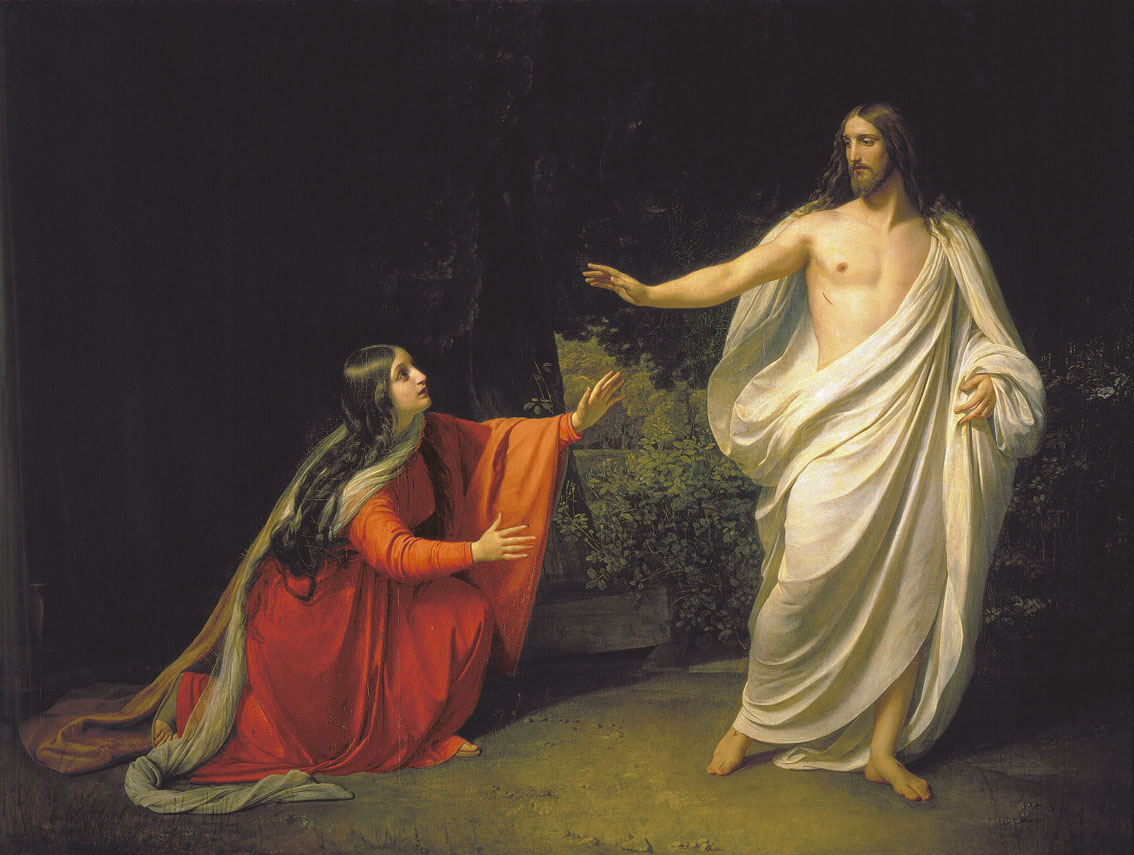
Mikor pedig reggel, a hétnek első napján föltámadott vala, megjelenék először Mária Magdalénának, a kiből hét ördögöt űzött vala ki. [http://biblia.biblia.hu/read.php?t=1&b=41&c=16&v=9&vs=9#v7 Mk 16,9

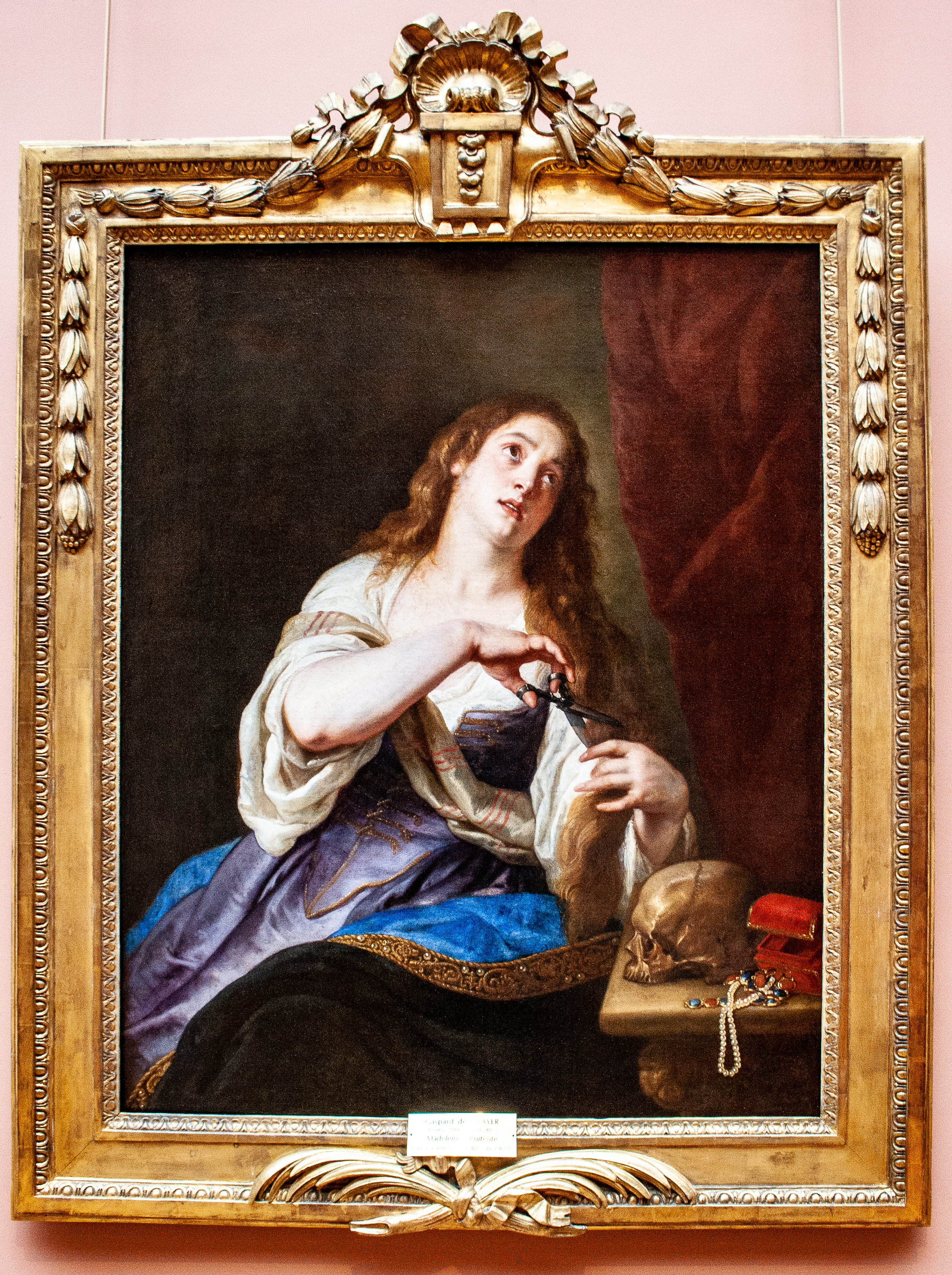
Bűnbánó Magdolna Gaspar de Crayer festményén Valenciennes szépművészeti múzeumában

Mária Magdolna, Mária Magdaléna vagy Magdalai Mária az Újszövetségben szereplő bibliai személy. Alakjával találkozhatunk az apokrif iratok között is. A katolikus, az ortodox és az anglikán egyház szentként tiszteli.
Nevének jelentése: a Magdalából való Mária. Az életével kapcsolatos dolgok vita tárgyát képezik.

## Az Újszövetségben

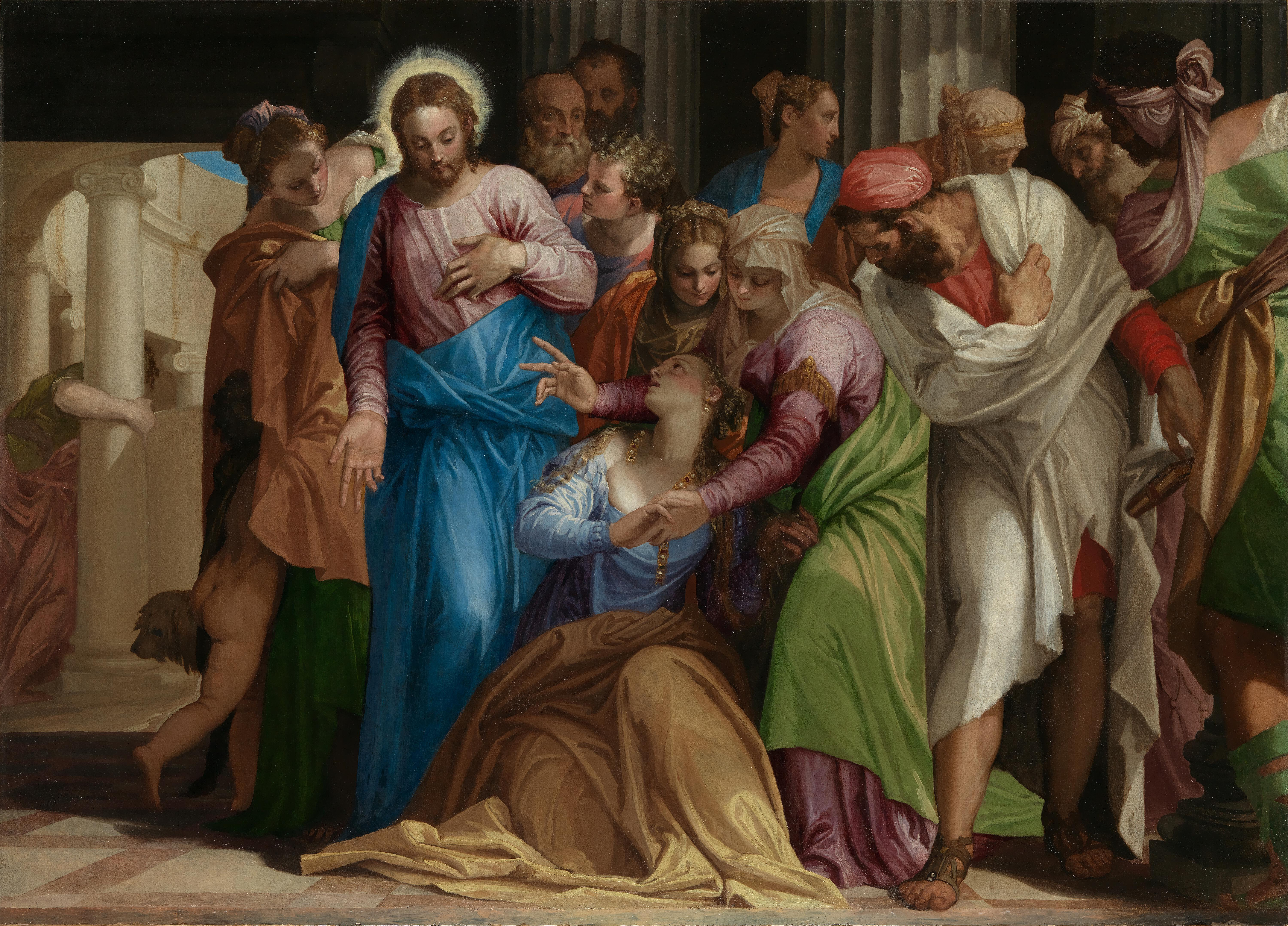
Mária Magdolna megtérése, Paolo Veronese

Az evangéliumok összesen hét alkalommal említik Jézus különböző női kísérőinek neveit.
A felsorolások közül hat Mária Magdolnát említi elsőként, a hetedik bejegyzés Jézus anyját helyezi a sor elejére, míg másutt Mária Magdolna egyedül szerepel.
- A Jézussal való kapcsolatában Máriát úgy mutatják be, mint a nő, aki „szolgálatára volt”, ill. aki „gondoskodott róla”.[2]
- A négy evangélium pontosan megegyezik abban, hogy a Jézus temetése utáni napon Mária Magdolna azok között volt, akik először a sírhoz mentek.[3]
- Az utolsó evangéliumi megjelenésekor pedig - Márk és János evangéliumában - ő az, aki először beszél a sírnál a feltámadt Jézussal,[4] de Máté evangéliuma szerint is, amikor Jézus először megjelent, a másik Mária (Jézus anyja?) társaságában ott volt Mária Magdolna is.[5]
- A fentieken kívül mindössze még egyetlen megjegyzés szerepel az evangéliumokban, amely Mária Magdolna „lelki betegségére” utal. Ezt a Lukács-féle bemutatásban találjuk.[6] Majd az utalás megismétlődik a feltámadási jelenetben.[7]

## Az apokrif iratokban

### Fülöp evangéliuma
A Fülöp evangéliuma  az egyik gnosztikus evangélium, az újszövetségi apokrifok szövege, amely a III. század körül kelt. A fennmaradt szöveg Mária Magdolnát Jézus hitvesének nevezi: 
"Ami a a Bölcsességet illeti akit »a sivárnak« neveznek, ő az anyja az angyaloknak. És a hitvese […] Mária Magdaléna. […] jobban szerette őt bármelyik tanítványnál, és gyakran szájon csókolta. A többi tanítvány […]. Azt mondták neki: »Miért szereted őt jobban valamennyiünknél?« A Megváltó válaszolt és azt mondta nekik: »Miért ne szeretnélek benneteket őhozzá hasonlóan? Ha egy vak ember és egy látó mindketten együtt a sötétségben vannak, nincs különbség közöttük. Amikor aztán eljön a fény, a látó meglátja a fényt, és aki nem lát, továbbra is sötétségben marad.«".

### Pistis Sophia
A Pistis Sophia - kopt nyelvű gnosztikus kézirat, mely valószínűleg a 3. és 4. század között íródott, hétszer nevezi Mária Magdolnát lélektől elteltnek (87., 114., 116., 118., 120., 122., 130. fejezetek), ötször kegyelemmel teljesnek (17., 34., 59., 73., 74.), két-két alkalommal a fény örökösének (61., 62.), tisztának (87., 130.), legkegyelmesebbnek (114) és minden lélekkel elteltnek (96), egy-egy alkalommal pedig kegyelmet találtnak (34.), minden asszony között a leginkább kegyelemmel elteltnek (19.), magasabb érzékűnek és magasabb teljességűnek (19), megvilágosítónak (25), és fényben gazdagnak (116).

## A személye körüli viták
- Egyes feltételezések szerint (E. Hennecke) Mária Magdolna Jézus bizalmasaként – János evangéliuma szerint – megelőzte a tanítványokat, magát Péter apostolt is. Mindezt azonban a gnosztikus és apokrif irodalom hatásának is lehet tekinteni. 2016-ban a Vatikán Mária Magdolnát az "apostolok apostolaként" ismerte el, liturgikus ünnepét a Katolikus Egyház július 22-én tartja.
- Szíriai Szent Efrém, késő ókori teológus (306-373) értelmezése óta[10] viták folynak arról is, hogy Mária Magdolna, Betániai Mária valamint a „bűnös nő” nem azonosak-e? Mind az azonosításnak, mind a megkülönböztetésnek helye lehet.[11]
- Mások szerint Jézus felesége és közös lányuk – Sára – anyja, aki szerelmes volt Jézusba.[12]

## A katolicizmusban
2016 óta a katolikus egyház az "apostolok apostolaként", továbbá védőszentként tiszteli.

## A művészetekben
A "Bűnbánó" Magdolna tisztelete a Szentírás félreértésén alapszik. Az a bűnös asszonyszemély, aki könnyeivel öntözte, hajával törölgette és szent olajjal kente meg Jézus lábát (Lk 7,36–50), – a bűnbánó „rossz hírű nő” képe e jelenetből származik – névtelen volt. A Bűnbánó Magdolnát gyakran ábrázolják félig meztelenül, gyakran egy koponyával.  Csak a hagyomány azonosította vele Mária Magdolnát. Egy másik téma az Mária Magdolna, aki olvas. Gyakran ábrázolják egy könyvvel. Mária Magdolnát vagy csak egyszerűen olvasva ábrázolják, vagy könyvvel, kereszttel és koponyával. Különösen a barokk korban ábrázolták szívesen a töprengő, bűnbánó Magdolnát, mint például, Caravaggio és La Tour.

Mária Magdolna ábrázolása
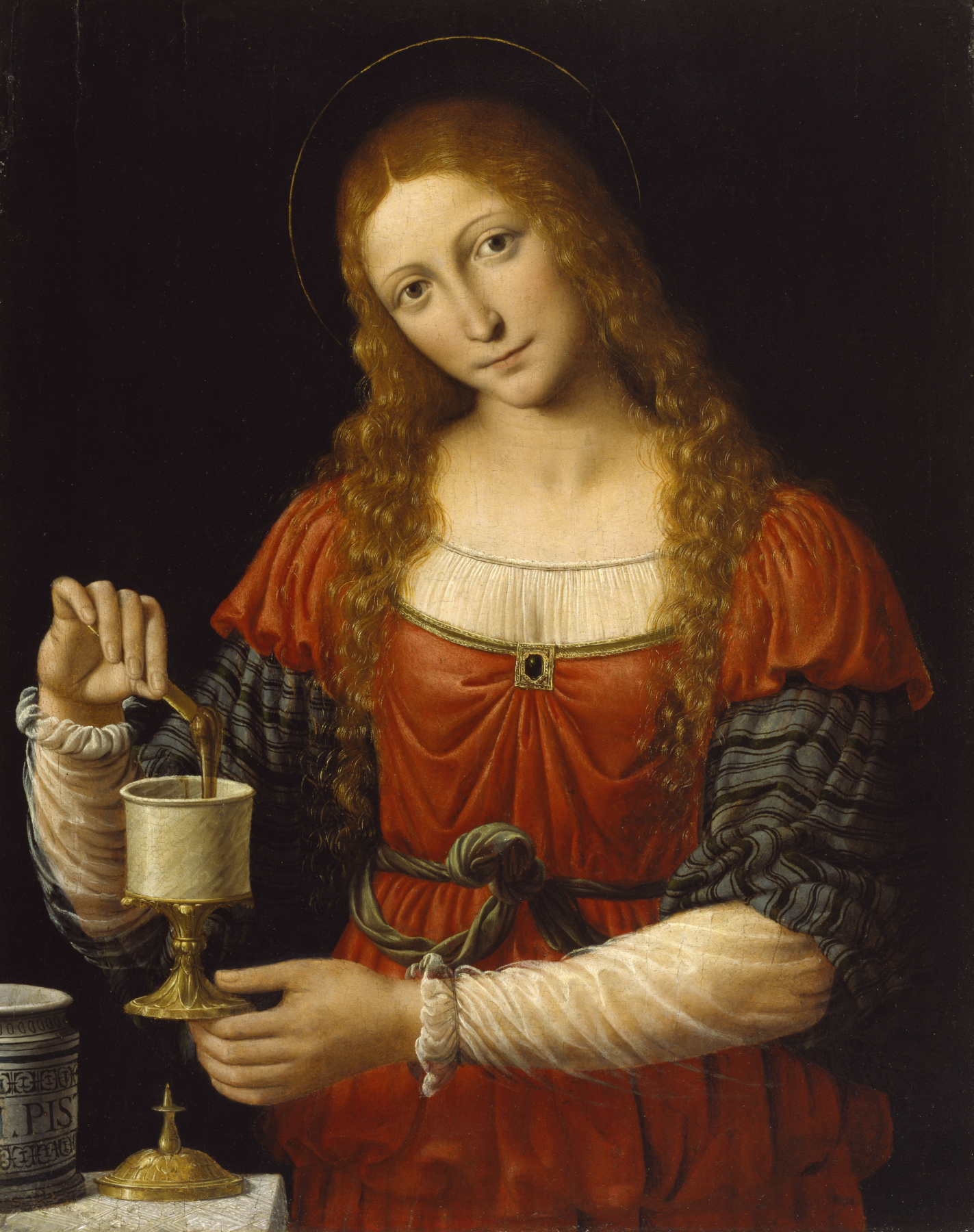
Andrea Solario: Mária Magdolna
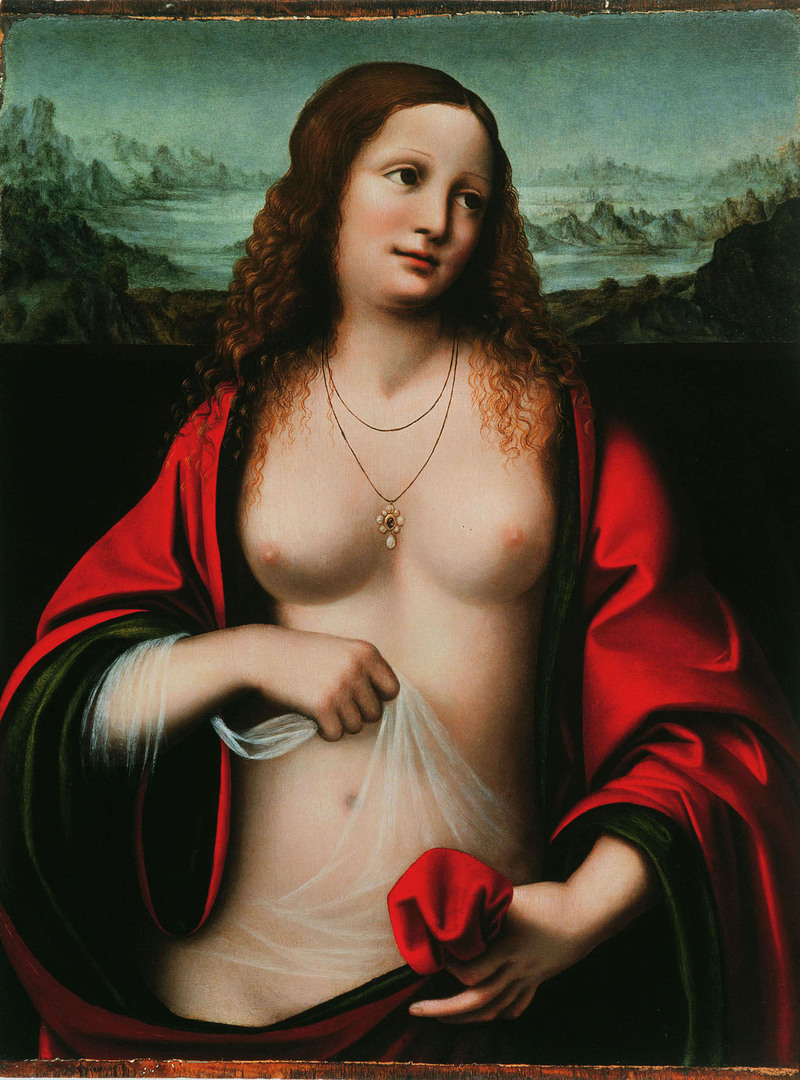
Giampetrino: Mária Magdolna
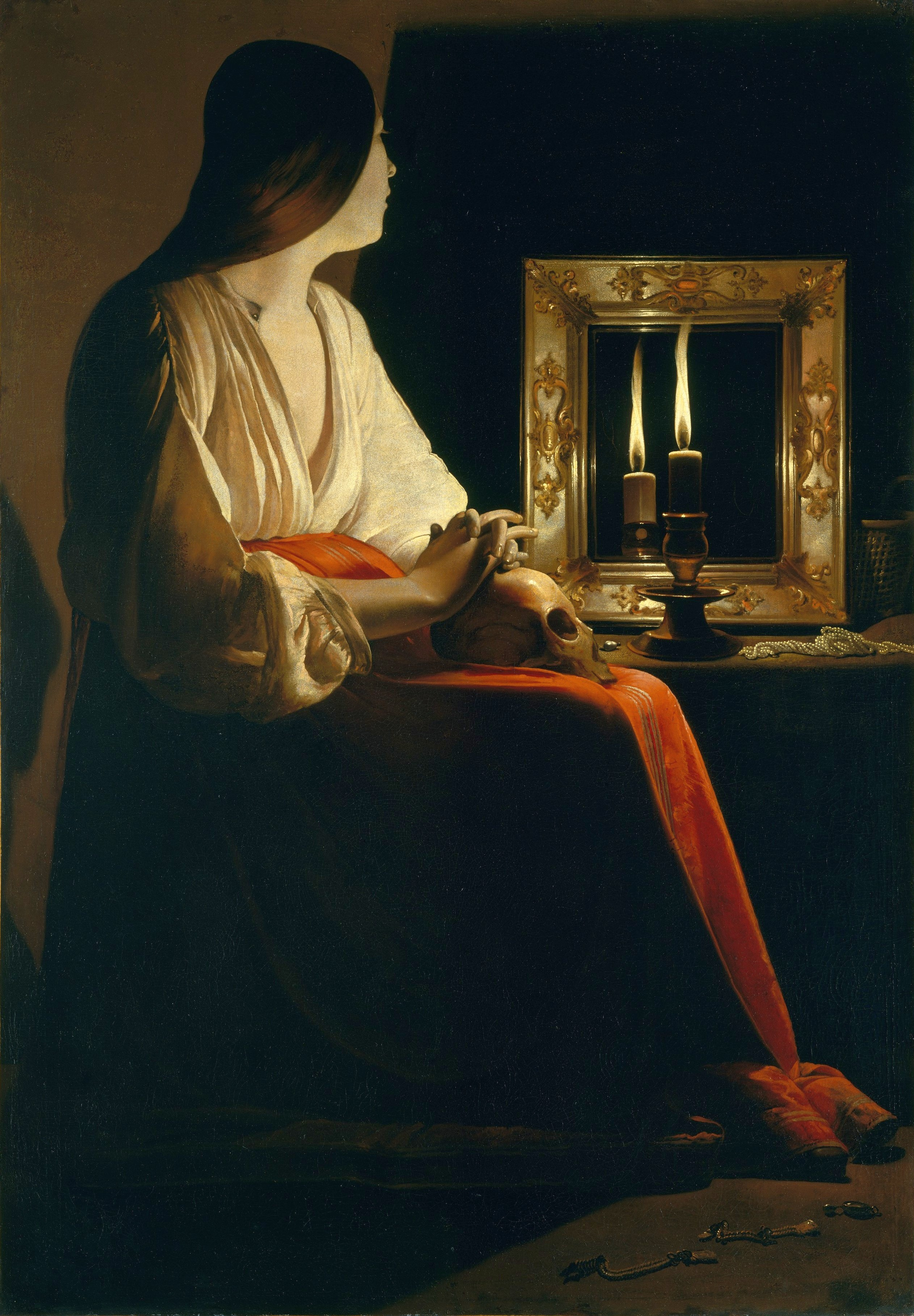
Georges de La Tour  ábrázolása
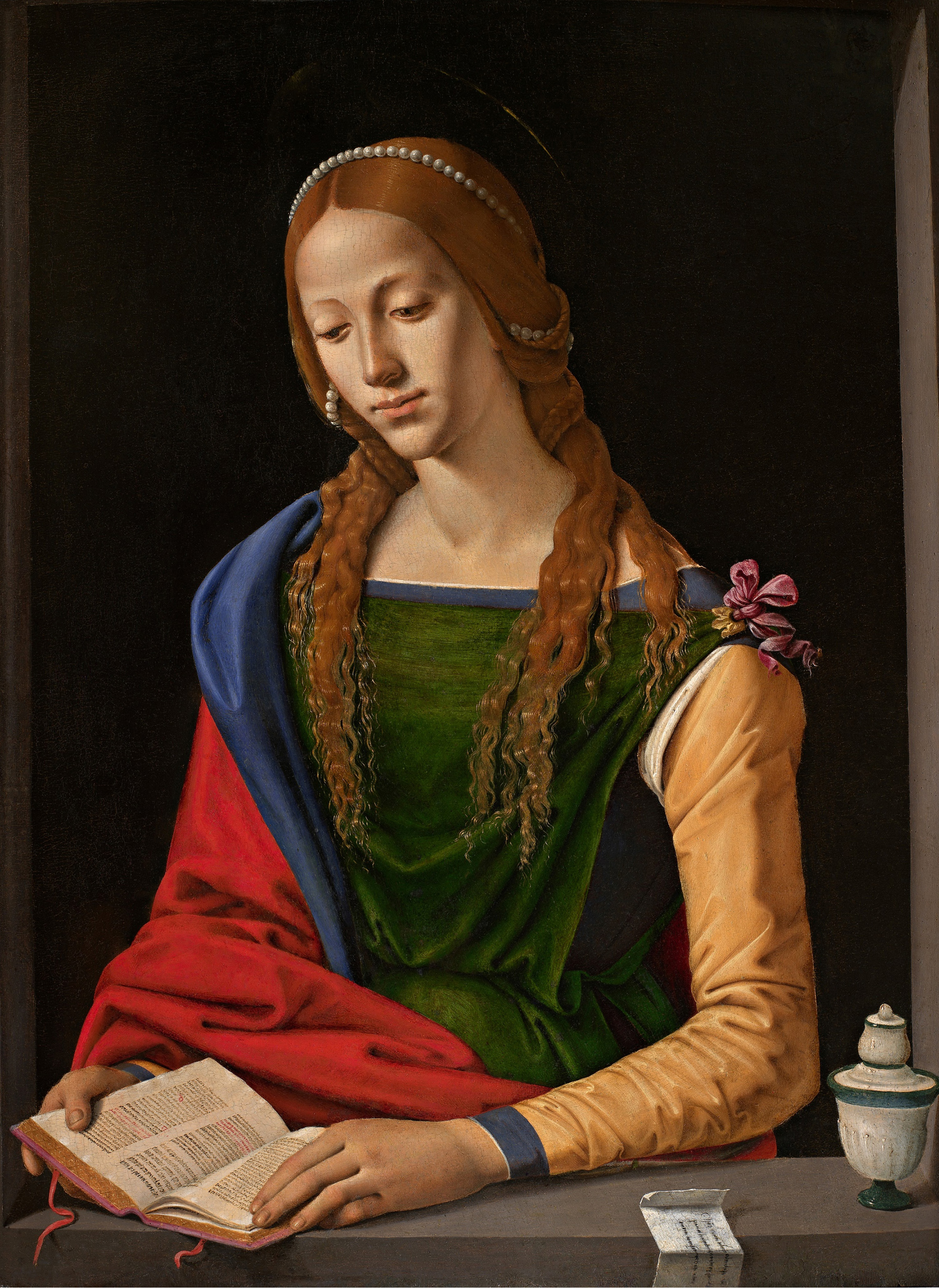
Piero di Cosimo: Mária Magdolna olvas

### Film
- Krisztus utolsó megkísértése (The Last Temptation of Christ), rendező: Martin Scorsese, 1988.
- Mária Magdolna – A szeretet győzelme a bűnök felett   (Maria Maddalena) (A Biblia – Jézus közelében című filmsorozat 2. része), r. Raffaele Mertes, 2000.
- Mária Magdolna (Mary), r. Abel Ferrara, 2005.
- Mária Magdolna (Mary Magdalene), rendező: Garth Davis, 2018.

### Zene
- Maria Magdalena Sandra, 1985.
- Mary Magdalene Meshell Ndegeocello, 1996.
- Mary Magdalene FKA twigs (Tahliah Debrett Barnett), 2019.
- Napjaink egyik legnépszerűbb rockoperájában, a Jézus Krisztus Szupersztárban Mária Magdolna a női főszereplő, s Nem tudom, hogy szeressem című dala csakhamar slágerré vált. (zeneszerző: Andrew Lloyd-Webber, bemutató: 1971, London, West End) A rock-operát filmre is vitték 1973-ban Norman Jewison rendezésében.

### Szépirodalom
- Lajta Erika: Bordély az egész világ című kötetében a Mária, Magdolna címet viselő elbeszélés egészen sajátos megközelítésben ábrázolja Mária Magdolna és Jézus titkokkal teli kapcsolatát.[14]